# Behind These Stained Glass Windows/I Believe in Her
Behind These Stained Glass Windows / I Believe in Her è il nono singolo su 7" de I Jaguars pubblicato nel 1967 dalla CDB.

## Tracce
Lato A
1. Behind These Stained Glass Windows

Lato B
1. I Believe in Her